# Chaim Kanievsky
Rav Shmaryahu Yosef Chaim Kanievsky (em hebraico: שמריהו יוסף חיים קַניֶבסקִי; Pinsk, 8 de janeiro de 1928 – Bene Beraq, 18 de março de 2022) foi um rabino haredi e posek israelense. Ele foi considerado uma das principais autoridades na sociedade judaica haredi. Conhecido como "Príncipe da Torá", muito de sua proeminência veio através da educação da Torá e conselhos sobre a lei judaica.
Embora não tivesse nenhum cargo formal em toda a comunidade, Kanievsky, nascido na Bielorrússia, era o chefe de facto do ramo não-hassídico do judaísmo ultra-ortodoxo, reverenciado como um estudioso consumado da lei e tradição judaicas, com decisões irrepreensíveis.

## Biografia
Chaim Kanievsky nasceu em 8 de janeiro de 1928, em Pinsk, Polônia (atual Bielorrússia), filho do rabino Yaakov Yisrael Kanievsky, conhecido como o "Steipler Gaon", e da Rebbitzen Miriam Karelitz (Pesha Miriam: Pesha foi adicionada), irmã do rabino Avraham Yeshayahu Karelitz, conhecido como o "Chazon Ish".
Quando ele tinha seis anos, a família mudou-se para Israel. Ele não deixou Israel nem mesmo brevemente após sua imigração para lá.
Casou-se com Batsheva Elyashiv, filha do rabino Yosef Sholom Eliashiv.
Durante a guerra da Palestina de 1948, Kanievsky, então estudante do Yeshiva de Lomza, foi mobilizado para as Forças de Defesa de Israel. Ele foi designado para ficar de guarda em uma grande colina perto de Jaffa. 
Ele se tornou autor de vários livros sobre os escritos jurídicos judaicos.
A esposa de Kanievsky morreu em 2011. Na época de sua morte, ele recebia milhares de visitas todos os anos de judeus em busca de conselhos religiosos e haláchicos. Ele foi o rabino oficial e guia espiritual da organização sem fins lucrativos Belev Echad, fundada em Israel em 2011 e dedicada a ajudar crianças e adultos doentes e deficientes.
Eli Paley, presidente do Haredi Institute for Public Affairs, um grupo de pesquisa com sede em Jerusalém, disse ao The New York Times em janeiro de 2021 que a comunidade ortodoxa Haredi de Israel via "sua existência como dependente do rabino Chaim e de seu aprendizado da Torá."
Kanievsky morreu em sua casa em Bnei Brak em 18 de março de 2022, aos 94 anos.

## Declarações e decisões

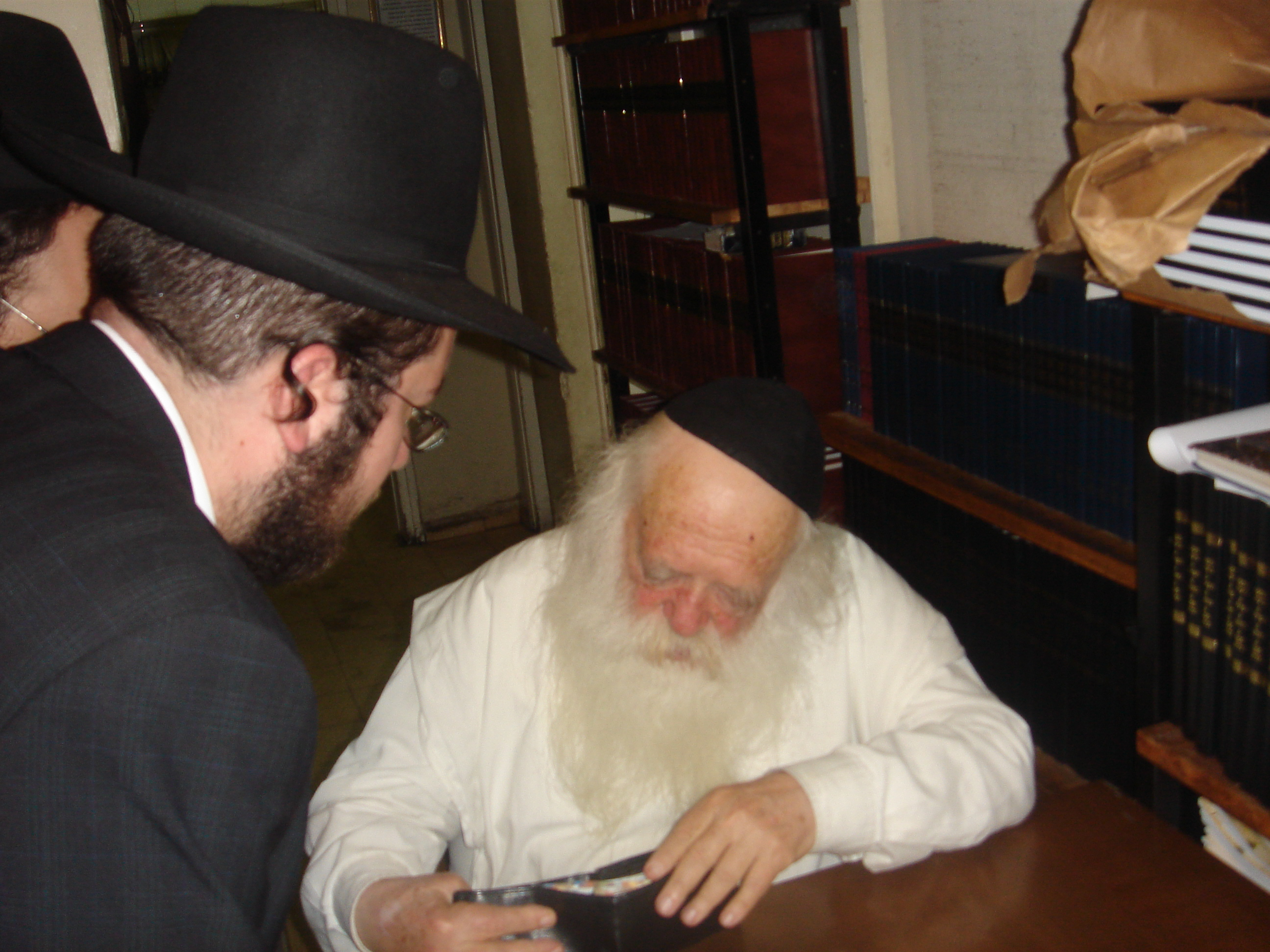
Um visitante em busca do conselho de Kanievsky

Em 2012, Kanievsky decidiu que é proibido possuir ou usar um smartphone sem permissão individual de uma autoridade haláchica e que os proprietários não podem vender seus telefones, mas devem queimá-los. Em 2015, ele instruiu os paramédicos da United Hatzalah que, no caso de um ataque terrorista, eles não deveriam tratar os terroristas antes das vítimas, mesmo que o terrorista seja mais gravemente ferido, e podem até deixar o terrorista morrer.
Em 2016, Kanievsky declarou que a cannabis medicinal era kosher para a Páscoa, desde que a posse da cannabis não violasse a lei da terra.
Em 2017, Kanievsky decidiu que relatar casos de abuso sexual infantil à polícia é consistente com a lei judaica. 
Kanievsky fez várias declarações que indicam que ele sentia que a vinda do Messias era possivelmente iminente. Em 2011, ele interpretou as revoltas da Primavera Árabe como evidência de que o Messias pode estar próximo. Em 2015, após o ataque à sinagoga de Jerusalém em 2014, ele repetidamente se referiu à iminente chegada do Messias e instou os judeus da diáspora a fazer aliá (imigrar para Israel), supostamente resultando na chegada de um número substancial de judeus franceses. Em fevereiro de 2020, pouco antes das eleições legislativas israelenses, foi relatado por um rabino que Kanievsky havia declarado que a vinda do Messias era possivelmente iminente.

### Covid-19

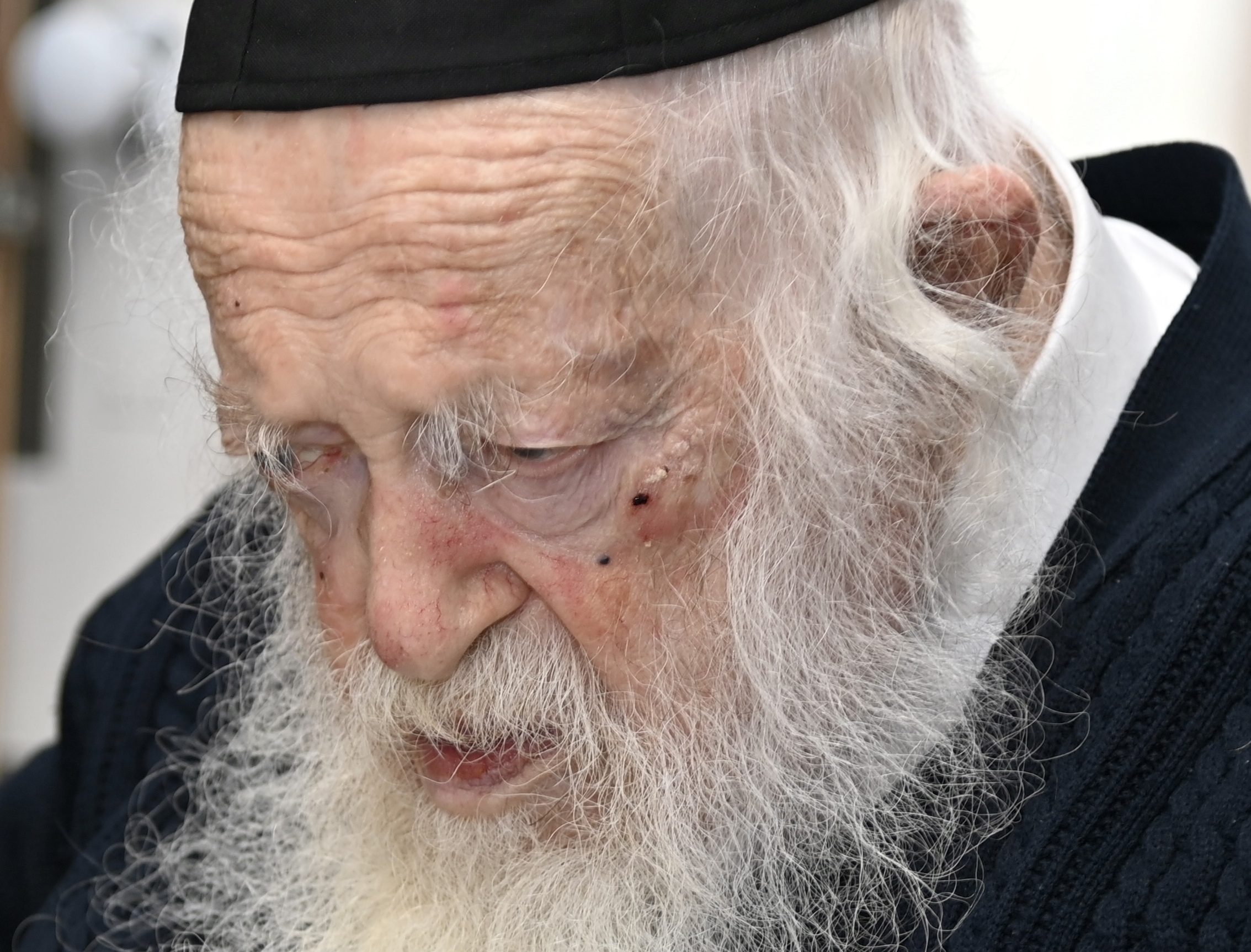
Kanievsky em dezembro de 2021

Durante a pandemia de COVID-19 em 2020, Kanievsky discutiu com suas centenas de seguidores questões relacionadas ao Ministério da Saúde de Israel. Ele disse que as melhores maneiras de derrotar o vírus eram evitar lashon hara (fofocar sobre os colegas), fortalecer a humildade e colocar as necessidades dos outros antes das suas. Como resultado da discussão, ele foi visitado em 15 de março por altos funcionários da polícia que com muito respeito quiseram perguntar-lhe sobre a importância de seguir as ordens dos profissionais médicos em relação ao surto.
Em 29 de março, depois que a comunidade ultraortodoxa foi duramente atingida pelo vírus, com Bnei Brak tendo uma alta porcentagem de casos de coronavírus em Israel, em relação à sua população, Kanievsky decidiu que aquele que não segue as diretrizes do Ministério da Saúde de Israel sobre o COVID-19 estão na posição de um rotzeach, ou seja, aquele que persegue outro com intenção de matar, um assassino. Ele também determinou que os telefones podem ser atendidos no Shabat para obter os resultados dos testes de COVID-19, e que o minyanim não deve atender durante a pandemia – uma exigência mais rigorosa do que as regras Ministério da Saúde, que permitem que as congregações se reúnam ao ar livre, desde que os participantes estejam a pelo menos dois metros (6 pés) de distância uns dos outros.
Em 2 de outubro de 2020, Kanievsky foi diagnosticado com COVID-19. Em 28 de outubro de 2020, seu médico disse que Kanievsky havia se recuperado do vírus.
Kanievsky endossou a vacinação para todos e desejou sucesso aos especialistas na campanha nacional de vacinação.

## Obras publicadas
- Derech Emunoh sobre as leis agrícolas de Eretz Yisroel. Vol. 1, Vol. 2, Vol. 3, Hashlama
- Derech Chochmoh sobre as leis do Beis Hamikdash.[18]
- Sha'arei Emunoh HebrewBooks.org Sefer Detail: שערי אמונה – חלק א – קניבסקי, שמריהו יוסף חיים, 1928–, Zeraim Vol. 1, Zeraim Vol. 2
- Shoneh Halachos uma apresentação sistemática da obra popular Mishnah Berurah. Vol. 1, Vol. 2, Vol. 3
- Shekel Hakodesh sobre as leis do Kidush Hachodesh. HebrewBooks.org Sefer Detail: שקל הקדש – קניבסקי, שמריהו יוסף חיים
- Orchos Yosher HebrewBooks.org Sefer Detail: ארחות יושר – קניבסקי, שמריהו יוסף חיים בן ישראל יעקב
- Siach Hasadeh Vol. 1, Vol. 2, Vol.3
- Nachal Eisan sobre as leis do Eglah Arufah. HebrewBooks.org Sefer Detail: נחל איתן – קניבסקי, שמריהו יוסף חיים, 1928–
- Ta'ama D'kra HebrewBooks.org Sefer Detail: טעמא דקרא – קניבסקי,שמריהו יוסף חיים בן יעקב ישראל
- B'sha'ar Hamelech HebrewBooks.org Sefer Detail: בשער המלך – קניבסקי, שמריהו יוסף חיים, 1928–
- L'mechase Atik HebrewBooks.org Sefer Detail: למכסה עתיק – קניבסקי,שמריהו יוסף חיים בן יעקב ישראל
- Kiryas Melech HebrewBooks.org Sefer Detail: קרית מלך – קניבסקי, שמריהו יוסף חיים, 1928–
- Commentary on Maseches Tzitzis HebrewBooks.org Sefer Detail: ברייתא מסכת ציצית – קניבסקי, חיים
- Commentary on Maseches Avadim HebrewBooks.org Sefer Detail: ברייתא מסכת עבדים עם פירושים קנין הגוף וקנין פירות – קניבסקי,שמריהו יוסף חיים בן יעקב ישראל
- Commentary on Maseches Kusim HebrewBooks.org Sefer Detail: ברייתא מסכת כותים עם ביאור מצרף ומטהר – קניבסקי,שמריהו יוסף חיים בן יעקב ישראל
- Commentary on Maseches Geirim HebrewBooks.org Sefer Detail: ברייתא מסכת גרים עם פירושים אמת וצדק – קניבסקי,שמריהו יוסף חיים בן יעקב ישראל
- Commentary on Perek Shira HebrewBooks.org Sefer Detail: ברייתא פרק שירה עם ביאור פרק בשיר – קניבסקי,שמריהו יוסף חיים בן יעקב ישראל
- Commentary on Braisa D'Meleches HaMishkan e Braisa D'Maseches Middos HebrewBooks.org Sefer Detail: ברייתא דמלאכת המשכן עם פירוש טעם ודעת – ברייתא דמסכת מדות – קניבסקי,שמריהו יוסף חיים בן יעקב ישראל